# تيموثي بيرنس
تيموثي بيرنس (بالإنجليزية: Timothy Behrens)‏ هو كاتب ورسام بريطاني، ولد في 2 يونيو 1937 في لندن في المملكة المتحدة، وتوفي في 8 فبراير 2017 في لا كورونيا في إسبانيا.